# Lisa Westerveld
Elisabeth Marij (Lisa) Westerveld (Aalten, 16 november 1981) is een Nederlands filosoof, vakbondsbestuurder en politica voor GroenLinks. Van 2014 tot 2017 zat zij in de gemeenteraad van Nijmegen en sinds de verkiezingen van 2017 is zij Tweede Kamerlid.

## Biografie

### Jeugd en opleiding
Lisa Westerveld werd geboren in het Gelderse Aalten en groeide op in het naburige plaatsje Lintelo, in dezelfde gemeente. Ze kwam uit een gezin dat traditiegetrouw op de ChristenUnie stemde. Ze heeft drie jongere broers en een jongere zus. Haar ene opa had een legbatterij, waar ze als kind weleens meehielp, al vond ze het zielig voor de kippen; haar andere grootouders hadden een melkveehouderij in Stadskanaal. In haar tienerjaren zat Westerveld op het Christelijk College Schaersvoorde.
Na het voortgezet onderwijs ging zij filosofie studeren aan de Radboud Universiteit Nijmegen en werd actief in de studentenvakbeweging. In collegejaar 2002-2003 zat Westerveld in het bestuur van Studentenvakbond AKKU en in 2003–2004 werd zij gekozen in de Universitaire Studentenraad, waarvan zij de voorzitter werd. Van 2007 tot 2009 was zij voorzitter van de Landelijke Studentenvakbond (LSVb). Westerveld studeerde in 2010 af op de politieke filosofie van Karl Popper. Daarna ging zij werken voor de Algemene Onderwijsbond als persvoorlichter en politiek lobbyist.

### Vroege politieke loopbaan
Aanvankelijk was Westerveld lid van de SP. Na 2009 sloot ze zich aan bij GroenLinks, omdat 'alles waar GroenLinks voor stond, ik mij achter kon scharen, bijvoorbeeld het groene beleid, het sociale beleid.' Ze stond op plaats 17 van GroenLinks tijdens de Tweede Kamerverkiezingen van 2012 en behaalde 1458 voorkeurstemmen. De partij als geheel haalde vier zetels, dus Westerveld kwam niet in de Kamer.
Bij de gemeenteraadsverkiezingen van maart 2014 werd zij met 4550 voorkeurstemmen, de meeste stemmen van alle vrouwelijke kandidaten in Nijmegen, tot raadslid verkozen. Daar hield zij zich bezig met de dossiers werk & inkomen, sport en binnenstad. Ze zette zich onder meer in voor een proef met een sociale bijstand, nam verschillende initiatieven om de Waalkade te vergroenen en kreeg de voltallige raad achter een motie om watersport in de Spiegelwaal mogelijk te maken. Ook onderzocht ze brandveiligheidsmaatregelen op Nijmeegse boerderijen nadat er op 6 januari 2017 3.000 varkens omkwamen in een stalbrand in Bijsterhuizen.
Sinds juni 2015, naar aanleiding van de bezetting van het Bungehuis en het Maagdenhuis, zette Westerveld zich in voor de democratisering van de Universiteit van Amsterdam als voorzitter van de Commissie Democratisering en Decentralisering. In oktober 2016 presenteerde de commissie haar eindrapport, waarin de UvA onder meer werd geadviseerd kernwaarden in een charter vast te leggen, een deliberatief forum op te richten en studenten en medewerkers meer zeggenschap geven over de gang van zaken.

### Tweede Kamer
Westerveld stond voor de Tweede Kamerverkiezingen van 2017 op nr. 14 van de kandidatenlijst van GroenLinks. 
Op 15 maart 2017 werd Westerveld met voorkeurstemmen verkozen tot Tweede Kamerlid: ze behaalde met ongeveer 18.000 stemmen nipt de voorkeurdrempel van ongeveer 17.600. Omdat nr. 19, Isabelle Diks, dankzij een voorkeursactie voor vrouwelijke kandidaten ook de voorkeurdrempel voorbij ging en GroenLinks in totaal 14 zetels haalde, kwam nr. 13, Paul Smeulders, niet in de Kamer.
Bij de Tweede Kamerverkiezingen van 2021, stond Westerveld op plek 10 op de kandidatenlijst van GroenLinks. GroenLinks haalde acht zetels, maar Westerveld ontving ruim 33.000 voorkeurstemmen en werd daarmee voor de tweede keer, en dit keer ruim, met voorkeurstemmen gekozen. Bij de Tweede Kamerverkiezingen 2023 stond ze op nr. 5 van de inmiddels gecombineerde GroenLinks-PvdA-lijst, en haalde ze 141.064 voorkeurstemmen.
In augustus 2022 berekende de Nationale Politieke Index dat Westerveld het derde meest ijverige Kamerlid was over het voorgaande jaar.

## Persoonlijk
Westerveld voetbalt en luistert graag hardrock en heavy metal. Ze is vegetariër en eet vaak veganistisch vanwege haar zienswijze voor wat betreft dierenwelzijn en het milieu. Na een christelijke jeugd heeft Westerveld de kerk en haar oude geloof vaarwel gezegd. Wel legde ze bij haar installatie als Kamerlid de confessionele eed af ("Zo waarlijk helpe mij God almachtig"). Ze heeft geen partner en geen kinderen. Eind 2019 was ze kandidate in de tv-quiz De Slimste Mens. Met collega Peter Kwint (SP) trad zij in 2019 op als het DJ-duo "Gitarencoalitie" tijdens de Zwarte Cross.